# Junonia terea
Junonia terea är en fjärilsart som beskrevs av Dru Drury 1773. Junonia terea ingår i släktet Junonia och familjen praktfjärilar. Inga underarter finns listade i Catalogue of Life.

## Bildgalleri

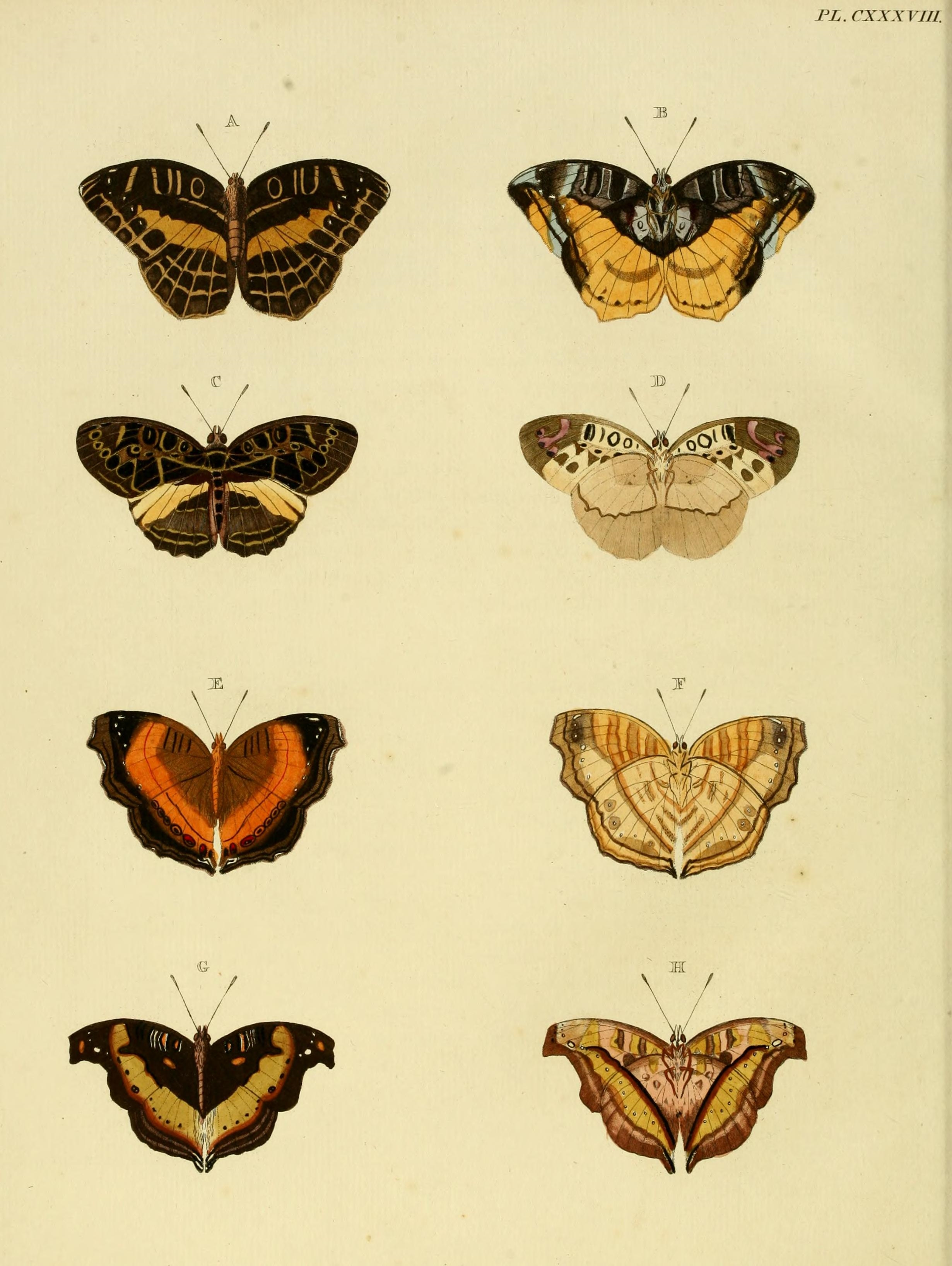
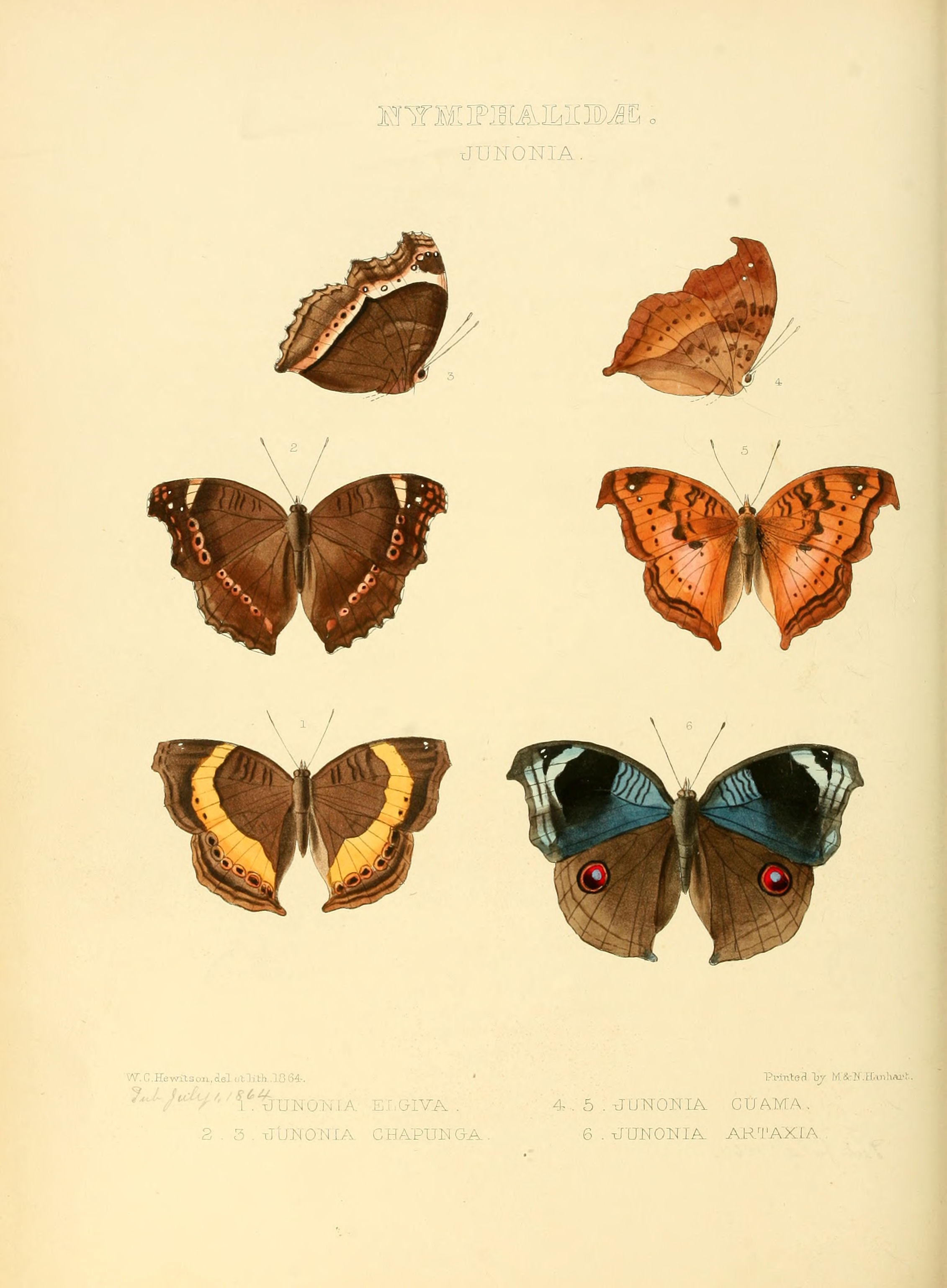
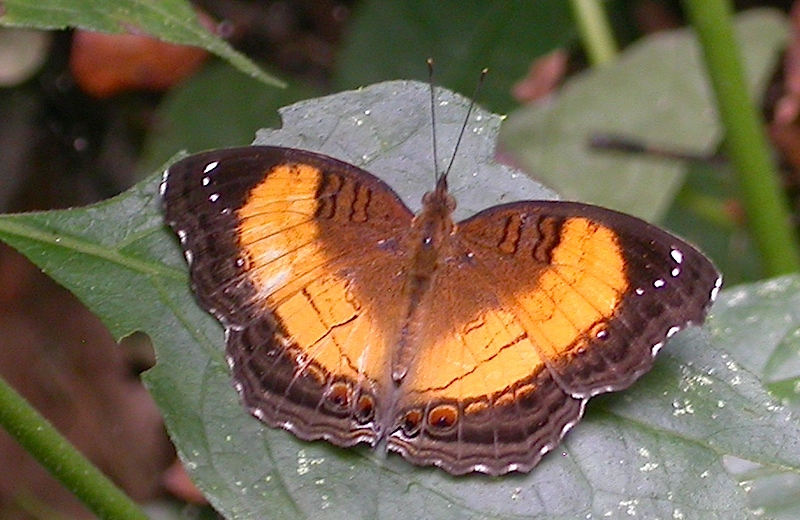
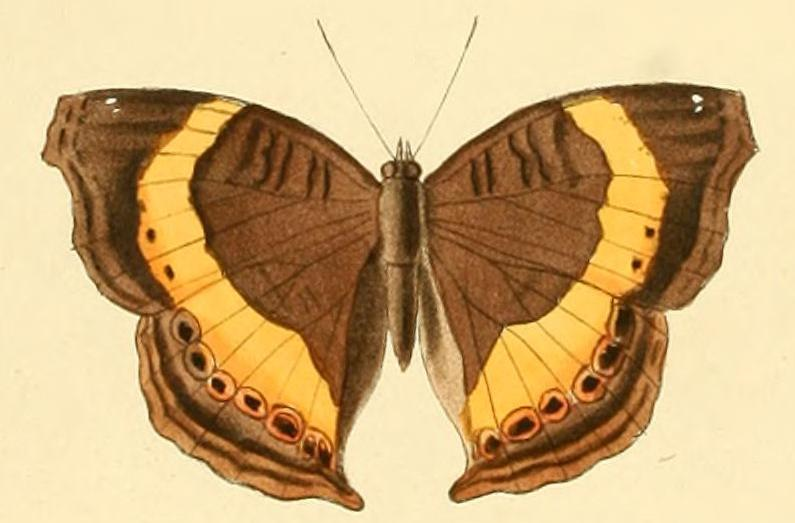
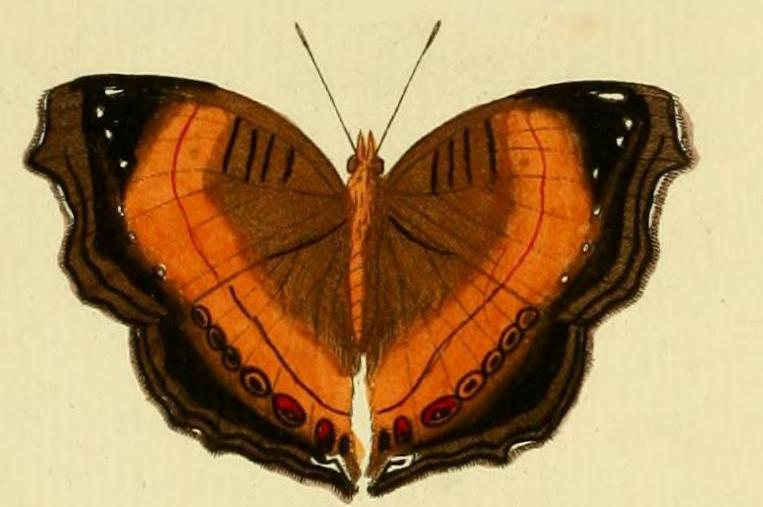
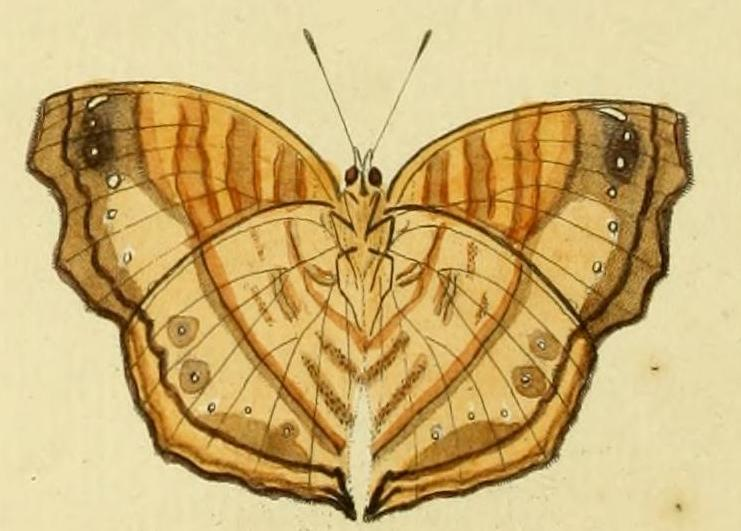